# Клюква
Клю́ква (лат. Oxycóccus) — подрод (группа) цветковых растений семейства Вересковые, объединяющая вечнозелёные стелющиеся кустарнички, растущие на болотах в Северном полушарии. Ягоды всех видов клюквы съедобны и активно используются в кулинарии и пищевой промышленности.
Таксон Oxycoccus, объединяющий виды клюквы, понимается в различных источниках по-разному: и как самостоятельный род Oxycoccus Hill (1756) (в русскоязычной литературе такой взгляд распространён до настоящего времени), и как подрод рода Вакциниум — Vaccinium subgen. Oxycoccus (Hill) A.Gray (1848), — а также как секция того же рода — Vaccinium sect. Oxycoccus (Hill) W.D.J.Koch (1837).

## Этимология
Латинское слово oxycoccos происходит от греч. ὀξύς — кислый и κόκκος — ягода, по вкусу плодов. Первые европейские поселенцы в Америке называли клюкву cranberry (буквально «журавлиная ягода»), так как раскрытые цветки на стеблях напоминали им шею и голову журавля. В XVII веке в Новой Англии клюкву иногда называли bearberries (буквально «медвежья ягода»), так как люди часто видели, как медведи поедали её. Не следует путать слова oxycoccos (видовой эпитет вида Vaccinium oxycoccos) и Oxycoccus (название подрода и секции). Этимологию русского слова «клюква» М. Фасмер считает неясной, полагая возможной связь с ключевина («болото»), так как одним из её именований является болотная ягода. Связь с журавлём, на которую указывает процитированный в словаре Фасмера Желтов, нельзя исключить, тем более что клюква в некоторых языках имеет обозначения, указывающие на эту птицу (русские диалектные «журавлиха» и «журавина», бел. журавіны, укр. журавлина, нем. Kranebeere, англ. cranberry и др.).

### В русских говорах и славянских языках
У белорусов ягоды именуют «журави́ны» («журавіны»). В украинском языке растение известно как «журавлина», в польском — «żurawina», в чешском — «klikva».
У псковичей и тверичан было распространено название «журавина» (ср. журавинник — место, поросшее клюквой). В севернорусских говорах известна как журавика, журавлина, жарова, жаравица, жеровины, весняки.

## Ботаническое описание

### Морфология

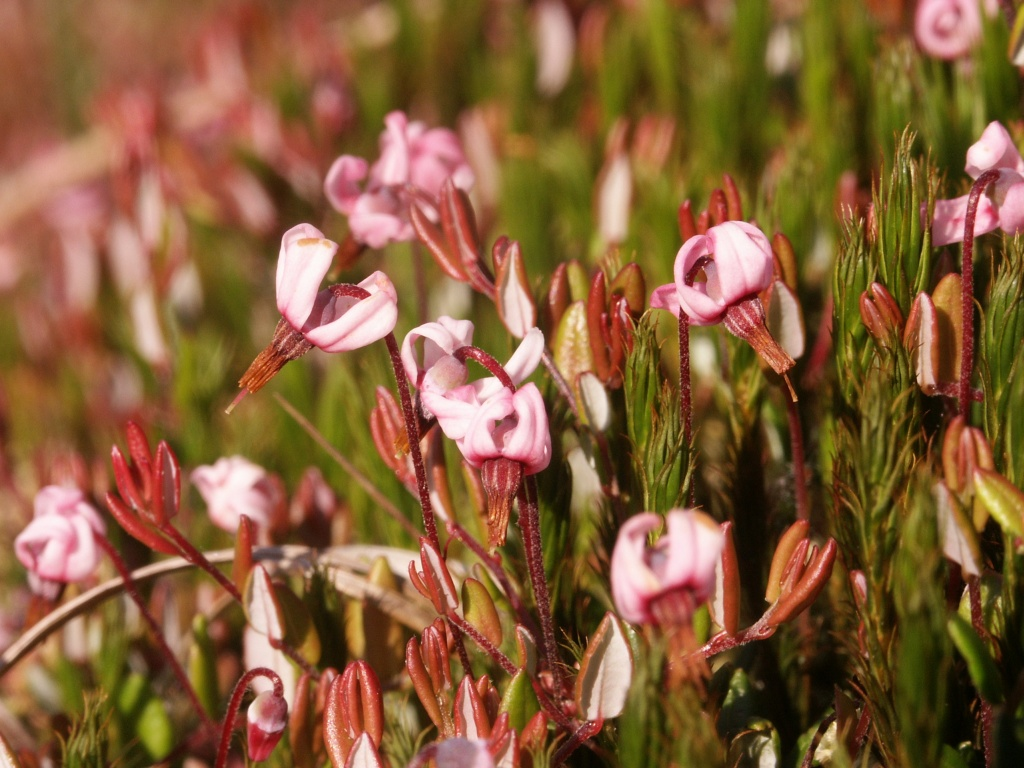
Цветущая Клюква обыкновенная (Vaccinium oxycoccos). Горный массив Швабский Альб, Германия

Все виды клюквы — стелющиеся вечнозелёные кустарнички с гибкими нитевидными укореняющимися стеблями длиной от 15 до 30 см.
Корневая система — стержневая. На корнях клюквы живёт гриб, нити которого плотно соединяются с клетками корня и образуют микоризу. Нити гриба принимают из почвы питательные растворы и передают их корням.
Листья очерёдные, длиной от 3 до 15 мм, шириной от 1 до 6 мм, яйцевидные или продолговатые с коротким черешком. Листовая пластинка тёмно-зелёная, снизу — пепельная (белая), остающаяся на зиму. На нижней поверхности листа находится воск, препятствующий воде заливать устьица и защищающий таким образом растение от нарушения его нормальных функций.
Цветки светло-пурпурные или розовые, правильные, обращены рыльцем книзу (поникшие). На цветоножке, которая может быть достаточно длинной (у клюквы обыкновенной её длина может быть почти до 5 см). Долей чашечки четыре. Венчик глубоко-четырёхраздельный (но встречаются цветки и с пятью лепестками); лепестки отогнуты назад. Тычинок восемь. Пестик один. Завязь нижняя. В условиях европейской части России цветёт в мае-июне. Продолжительность жизни одного цветка клюквы обыкновенной — 18 дней.
Формула цветка: {\displaystyle \mathrm {\ast \;Ca_{(4)}\;Co_{(4)}\;A_{4+4}\;G_{({\overline {4}})}} }.

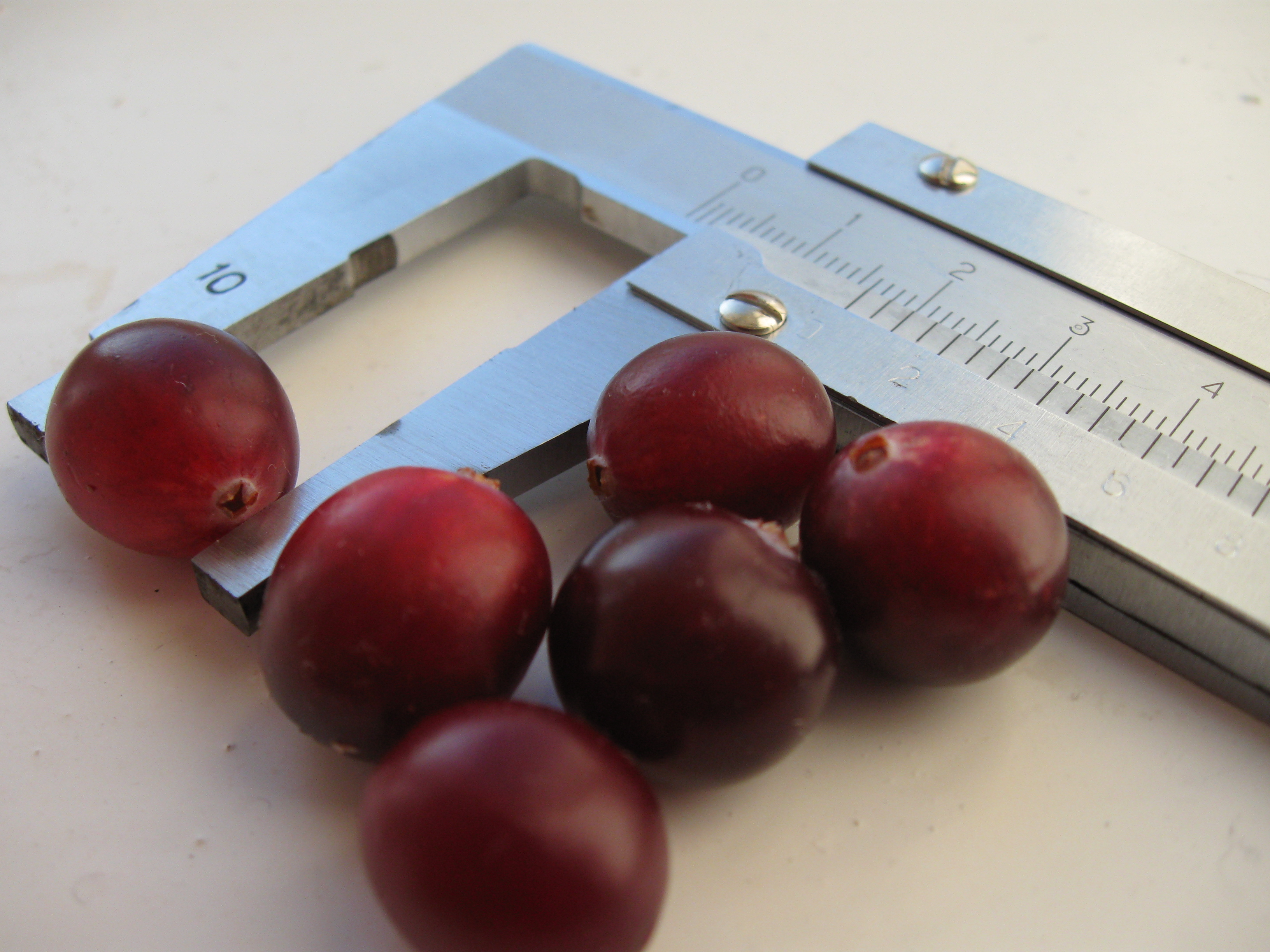
Плоды клюквы с карельского болота. Диаметр 16,2 мм

Плод — шаровидная, эллипсоидальная или яйцевидная ягода красного цвета. Размер ягоды, выросшей на болоте, достигает 16 мм. Для клюквы характерна орнитохория: плоды поедаются птицами, которые переносят её семена на большие расстояния. Ежегодно одно растение образует несколько сотен ягод.

### Распространение и экология
В природе все виды клюквы растут во влажных местах: на переходных и верховых болотах, в сфагновых хвойных лесах, иногда — по заболоченным берегам озёр.
Клюква весьма светолюбива, но не требовательна к минеральному питанию.

## Химический состав плодов
С практической точки зрения в плодах клюквы наибольшее значение уделяется содержанию сахаров, органических кислот, пектиновых веществ и витаминов.
Из кислот в ягодах преобладает лимонная кислота, также присутствуют бензойная, хинная, урсоловая, хлорогеновая, яблочная, олеиновая, γ-окси-α-кетомасляная, α-кетоглутаровая. В следовых количествах — щавелевая и янтарная.
Из сахаров основное место занимают глюкоза и фруктоза, значительно меньше сахарозы. Из группы полисахаридов наибольшее практическое значение имеют содержащиеся в значительном количестве в ягодах клюквы пектины.
Плоды клюквы богаты витамином C, в этом приравниваясь к апельсинам, лимонам, грейпфрутам, землянике садовой. Из других витаминов плоды содержат B1, B2, B5, B6, PP. Клюква является ценным источником витамина K1 (филлохинон), не уступая капусте и землянике.
Из других веществ в составе плодов отмечается бетаин и биофлавоноиды: антоцианы, лейкоантоцианы, катехины, флавонолы и фенолокислоты, а также макро- и микроэлементы: значительное количество калия, меньше фосфора и кальция. Сравнительно много железа, также есть марганец, молибден, медь. Кроме них имеется магний, бор, хром, цинк и др.

## Биологическая активность
Лечебные свойства содержащихся в клюкве веществ не могут быть однозначно утверждены. Однако неопределённые компоненты состава оказывают убедительное профилактическое действие при рецидивирующих инфекциях мочевыводящих путей. Эффективность предупреждения рецидивирующих ИМП указывается в основном для испытуемых женского пола, тогда как исследований, содержащих только мужчин, недостаточно. Предположительно с таким эффектом связывают способность неких содержащихся в клюкве элементов ингибировать адгезию уропатогенов к уроэпителию.
В опытах на клеточных культурах ТНР-1 было показано, что среди биологически активных компонентов клюквы имеются вещества, обладающие противовоспалительным эффектом и изменяющие экспрессию генов.

## Культивирование
Основные производители клюквы (тонн).
| Номер | Страна             | 2013   | 2023   |
| ----- | ------------------ | ------ | ------ |
| 1     | США                | 406328 | 367860 |
| 2     | Канада             | 122617 | 151316 |
| 3     | Турция             | 11838  | 12167  |
| 4     | Азербайджан        | 2500   | 2818   |
| 5     | Украина            | 800    | 415    |
| 6     | Северная Македония | 278    | 312    |
| 7     | Тунис              | 170    | 191    |
| 8     | Беларусь           | 900    | 142    |
| 9     | Румыния            | 592    | н/д    |

### История культивирования
Началом окультуривания клюквы считают 1816 год, когда садовод-любитель Генри Холл (США, Массачусетс) случайно заметил, что дикая клюква, присыпанная песком с соседних дюн, плодоносит лучше, чем та, что не была присыпана. Первые попытки возделывания клюквы предпринимались путём улучшения её естественных зарослей — выравнивались отдельные участки болот, проводилось пескование и мелиоративные работы.
Первые сведения о создании искусственных промышленных плантаций клюквы относятся к 1833 году. С тех пор культивация клюквы развивается стремительными темпами, особенно в США, где клюквенная плантация в наши дни является типичным семейным бизнесом.
В России первая небольшая плантация клюквы крупноплодной была создана в конце XIX века в Санкт-Петербургском ботаническом саду Э. Регелем, однако в начале XX века исследования были прерваны. Вновь интерес к клюкве крупноплодной возник в 1960—1970-е годы и попытки её культивации были начаты как в России, так и в республиках бывшего СССР — Литве, Латвии, Беларуси.
В настоящее время на территории бывшего СССР наибольшие успехи в промышленном выращивании клюквы крупноплодной достигнуты в Беларуси. Здесь существуют несколько крупных промышленных плантаций и множество мелких частных фермерских хозяйств, выращивающих клюкву крупноплодную на площадях 1—3 га.
В России в настоящее время существует лишь одна крупная плантация клюквы крупноплодной (Костромская обл).
Клюква болотная — растение, нехарактерное для США и Канады — стран-пионеров в культивации клюквы, поэтому долгое время она оставалась в стороне. Однако во второй половине XX века в СССР были начаты работы по окультуриванию клюквы болотной. В настоящее время в России зарегистрировано семь сортов клюквы болотной: Алая заповедная, Дар Костромы, Краса Севера, Сазоновская, Северянка, Соминская, Хотавецкая.
В 2017 году в России в Архангельской области началось создание первой в мире плантации клюквы болотной.
Большинство фермеров в наши дни предпочитают выращивать клюкву крупноплодную (Vaccinium macrocarpon). Её ярко-алые ягоды растут на невысоких ползучих побегах, достигающих в длину 6 м.

### Агротехника

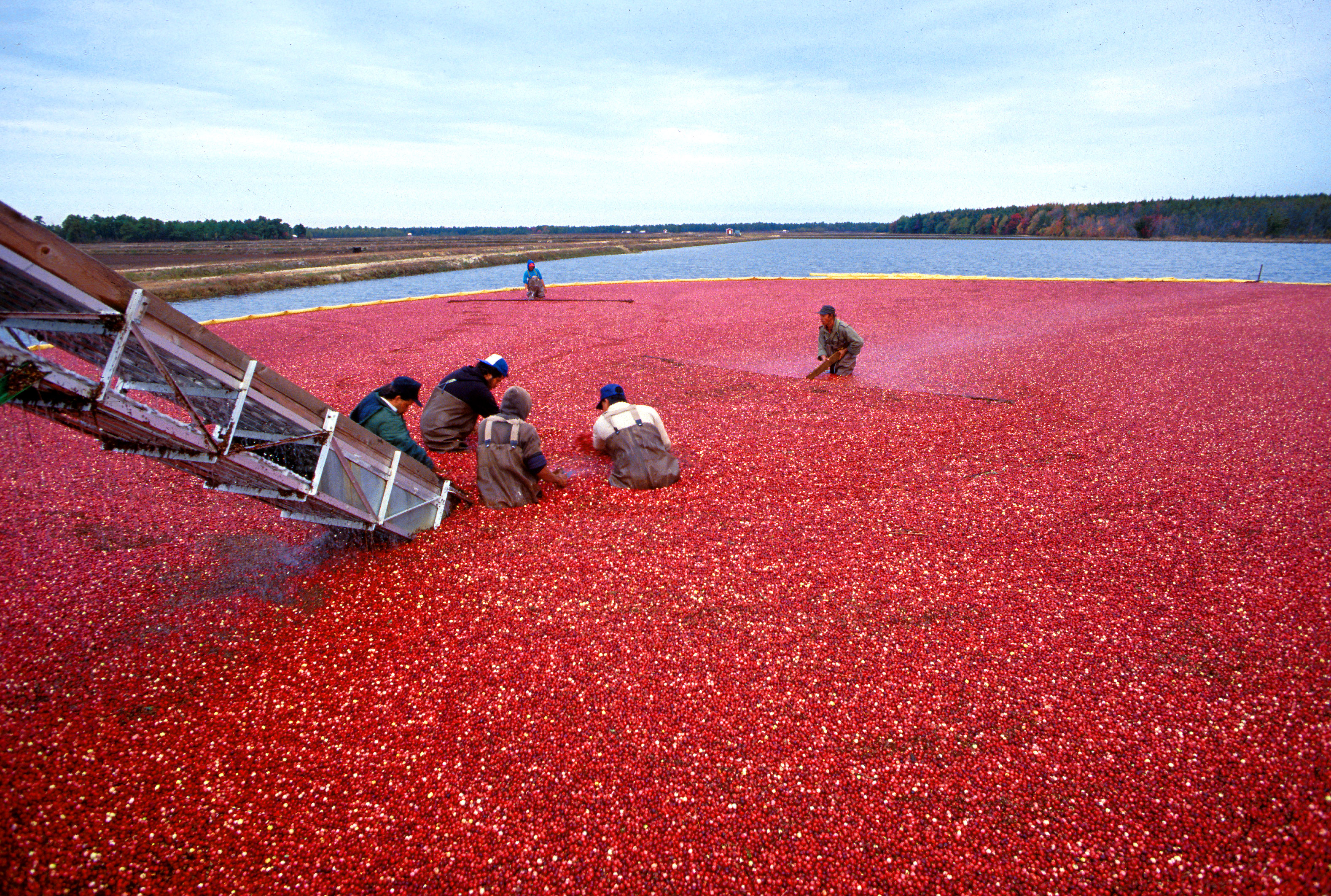
Сбор клюквы на промышленной плантации. Штат Нью-Джерси, США

Клюква крупноплодная с XIX века выращивается на специальных плантациях (чеках).
Особенность клюквы крупноплодной, выращиваемой в огромных количествах в США и Канаде, состоит в том, что в её плодах имеются воздушные камеры, поэтому это одна из немногих ягод, плавающих на поверхности воды. Это делает сбор ягоды существенно менее трудоёмким по сравнению с обычным ручным сбором: в конце сезона чеки с созревшей ягодой заполняют водой и пускают специальные комбайны, которые взбивают эту воду, при этом зрелые ягоды отрываются. После этого сгоняют все ягоды к одному краю чека, где её — чистую и промытую — вычерпывают для дальнейшей переработки.
Существует также сухой способ сбора клюквы, но он значительно более трудоёмкий и поэтому не применяется на крупных плантациях.

## Значение и применение
Ягоды клюквы идут на приготовление морсов, соков, квасов, экстрактов, киселей, это хорошие источники витаминов. Листья могут употребляться как чай.
Особенность клюквы — её ягоды могут храниться в свежем виде до следующего урожая в деревянных бочках, наполненных водой.
Ягоды используются как противоцинготное средство, при простудных заболеваниях, ревматизме, ангине, авитаминозах, а также в пищевой и ликёро-водочной промышленности.
Продукты и препараты из клюквы применяются для профилактики и лечения инфекций мочевыводящих путей. Однако убедительные доказательства того, что клюква может предотвратить или лечить инфекции мочевыводящих путей, отсутствуют. Кокрановский обзор показал, что продукты и препараты из клюквы (клюквенный сок, клюквенный концентрат, таблетки и капсулы, содержащие экстракт клюквы) существенно не снижают частоту симптоматических инфекций мочевыводящих путей по сравнению с плацебо, водой или отсутствием лечения. Кроме того, во многих исследованиях, вошедших в обзор, сообщалось о низком соблюдении режима приёма и частых отказах от применения продуктов из клюквы, что было связано со вкусовыми качествами или степенью приемлемости этих продуктов, в первую очередь клюквенного сока. В большинстве исследований таблеток и капсул, содержащих экстракт клюквы, не сообщалось, сколько действующего вещества включают эти таблетки и капсулы, — следовательно, они могут включать недостаточно действующего вещества, чтобы быть эффективными.
Сбор дикорастущей клюквы, наряду с другими северными ягодами, является традиционным занятием жителей северных регионов. Зачастую сдача дикорастущей ягоды является для жителей отдалённых мест одной из основных возможностей заработка.
Наиболее богата ценными веществами, за исключением витамина С, клюква весеннего сбора. Клюква, собранная ранней осенью, содержит меньше сахара, больше подвержена порче при хранении.

## Классификация

### Таксономическое положение
В разных источниках указывается различный ранг таксона Oxycoccus (Клюква); обычно этот таксон рассматривается либо как один из двух подродов рода рода Вакциниум (Vaccinium subgen. Oxycoccus), либо как одна из более чем тридцати секций этого же рода (Vaccinium sect. Oxycoccus). В русскоязычной литературе таксон Oxycoccus до сих пор нередко рассматривается как самостоятельный род.

#### Таксономическая схема
|  |                                                                              |  | | |                      |  | ещё 25 семейств, в том числе Актинидиевые, Бальзаминовые, Первоцветные, Сапотовые, Чайные и Эбеновые | ещё 25 семейств, в том числе Актинидиевые, Бальзаминовые, Первоцветные, Сапотовые, Чайные и Эбеновые |                          |  |  |  | ещё более ста родов, из которых в одно подсемейство с вакциниумом входят Агапетес, Гаультерия, Зеновия, Кавендишия, Пиерис, Подбел, Хамедафне          | ещё более ста родов, из которых в одно подсемейство с вакциниумом входят Агапетес, Гаультерия, Зеновия, Кавендишия, Пиерис, Подбел, Хамедафне          |                      |  |  |  |  |
|  |                                                                              |  | | |                      |  | ещё 25 семейств, в том числе Актинидиевые, Бальзаминовые, Первоцветные, Сапотовые, Чайные и Эбеновые | ещё 25 семейств, в том числе Актинидиевые, Бальзаминовые, Первоцветные, Сапотовые, Чайные и Эбеновые |                          |  |  |  | ещё более ста родов, из которых в одно подсемейство с вакциниумом входят Агапетес, Гаультерия, Зеновия, Кавендишия, Пиерис, Подбел, Хамедафне          | ещё более ста родов, из которых в одно подсемейство с вакциниумом входят Агапетес, Гаультерия, Зеновия, Кавендишия, Пиерис, Подбел, Хамедафне          | две секции, 3—4 вида |  |  |  |  |
|  |                                                                              |  | | порядок Верескоцветные |                      |  | | | подсемейство Вакциниевые |  |  |  | | подрод Клюква |                      |  |  |  |  |
|  |                                                                              |  | | порядок Верескоцветные |                      |  | | | подсемейство Вакциниевые |  |  |  | | подрод Клюква |                      |  |  |  |  |
|  | отдел Цветковые, или Покрытосеменные (классификация согласно Системе APG II) |  | | | семейство Вересковые |  | | | род Вакциниум            |  |  |  | | |                      |  |  |  |  |
|  | отдел Цветковые, или Покрытосеменные (классификация согласно Системе APG II) |  | | |                      |  | | |                          |  |  |  | | |                      |  |  |  |  |
|  |                                                                              |  | ещё 44 порядка, из которых к верескоцветным наиболее близки: Гераниецветные, Кизилоцветные, Кроссосомоцветные, Миртоцветные. | ещё 44 порядка, из которых к верескоцветным наиболее близки: Гераниецветные, Кизилоцветные, Кроссосомоцветные, Миртоцветные. |                      |  | | другие подсемейства                                                                                  | другие подсемейства      |  |  |  | подрод Вакциниум (более 30 секций, объединяющих около 450 видов, среди которых: брусника, голубика обыкновенная, красника, черника обыкновенная и др.) | подрод Вакциниум (более 30 секций, объединяющих около 450 видов, среди которых: брусника, голубика обыкновенная, красника, черника обыкновенная и др.) |                      |  |  |  |  |
|  |                                                                              |  | | ещё 44 порядка, из которых к верескоцветным наиболее близки: Гераниецветные, Кизилоцветные, Кроссосомоцветные, Миртоцветные. |                      |  | | | другие подсемейства      |  |  |  | | подрод Вакциниум (более 30 секций, объединяющих около 450 видов, среди которых: брусника, голубика обыкновенная, красника, черника обыкновенная и др.) |                      |  |  |  |  |

### Секции и виды
Секции и виды:
- Vaccinium sect. Oxycoccus (Hill) W.D.J.Koch (1837)

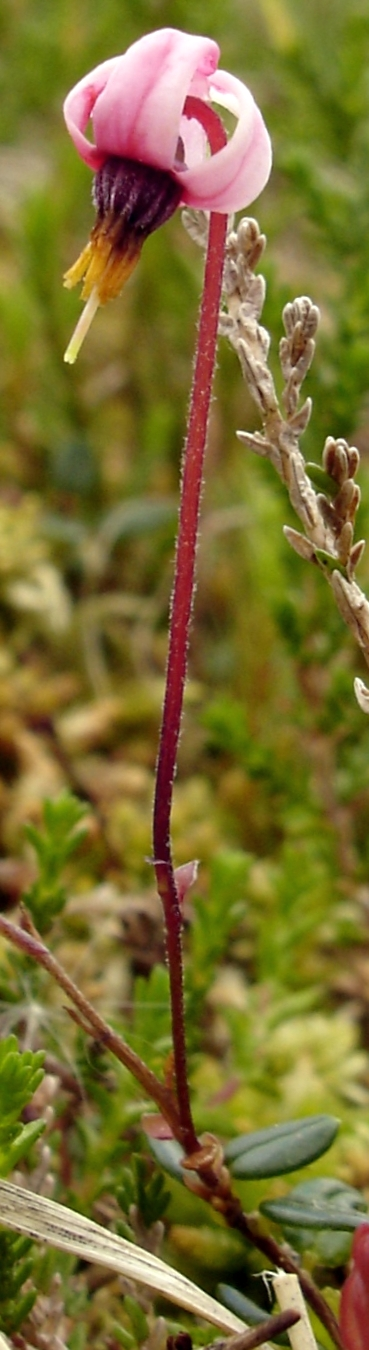
Цветущая клюква обыкновенная (Vaccinium oxycoccos) крупным планом

  - Vaccinium macrocarpon Ait. (1789) — клюква крупноплодная, или клюква американская. Стелющееся растение из Северной Америки. Этот вид выращивают в коммерческих целях ради относительно крупных красных плодов[33].
    - [syn.  Oxycoccus macrocarpos (Aiton) Pers. (1805)]

  - Vaccinium oxycoccos L. (1753) — клюква, или клюква обыкновенная. Евразийский вид. Стелющиеся кустарнички с тонкими стеблями, мелкими, снизу белыми листьями, четырёхраздельным венчиком и съедобными тёмно-красными ягодами. Иногда растения этого вида образуют обширные заросли на сфагновых и торфяных болотах[2][34]. Ягоды собирают для использования в переработанном виде.
    - [syn.  Oxycoccus hagerupii Á.Löve & D.Löve (1961)]
    - [syn.  Oxycoccus oxycoccos (L.) MacMill. (1892)]
    - [syn.  Oxycoccus palustris Pers. (1805) — клюква болотная]
    - [syn.  Oxycoccus quadripetalus (Oxycoccus quadripetala) Gilib. (1782) — клюква четырёхлепестная]
    - [syn.  Vaccinium hagerupii (Á.Löve & D.Löve) Ahokas (1971)]
    - [syn.  Vaccinium palustre Salisb. (1796) — клюква болотная]

  - Vaccinium microcarpum (Turcz. ex Rupr.) Schmalh. (1871) — клюква мелкоплодная. Евразийский вид с более мелкими, чем у клюквы обыкновенной, листьями и плодами[35]. Название Vaccinium microcarpum (Turcz. ex Rupr.) Schmalh. (1871) в международных ботанических базах данных нередко входит в синонимику вида Vaccinium oxycoccos L. (1753)[36], но в русскоязычной ботанической литературе этот вид до настоящего времени (2009 год) рассматривается как самостоятельный[2].
    - [syn.  Oxycoccus microcarpus Turcz. ex Rupr. (1845) — клюква мелкоплодная]. В случае, если Vaccinium microcarpum (Turcz. ex Rupr.) Schmalh. (1871) не рассматривается как самостоятельный вид, название Oxycoccus microcarpus Turcz. ex Rupr. (1845) входит в синонимику вида Vaccinium macrocarpon Ait. (1789).
- Vaccinium sect. Oxycoccoides Benth. & Hook.f. (1876). Иногда этот таксон рассматривается в ранге подрода рода Вакциниум — Vaccinium subgen. Oxycoccoides (Benth. & Hook.f.) Sleumer (1936)[37] — или даже самостоятельного рода Oxycoccoides (Benth. & Hook.f.) Nakai (1917)[38].
  - Vaccinium erythrocarpum Michx. (1803) — вакциниум красноплодный. Вид, распространённый в горах на юго-востоке США (штаты Вирджиния, Северная Каролина, Теннесси), а также в Восточной Азии. Английские названия растения — southern mountain cranberry («южная горная клюква»), bearberry («медвежья ягода») и arando. Кустарник высотой до полутора метров, растущий в затенённых местах; ягоды тёмно-красные, прозрачные, с очень приятным запахом, съедобные, используются в сыром и переработанном виде[39].
    - [syn.  Hugeria erythrocarpa Small (1903)]
    - [syn.  Schollera erythrocarpa Britton (1894)]
    - [syn.  Oxycoccus erythrocarpus Pers. (1805)]
    - Vaccinium erythrocarpum subsp. erythrocarpum
    - Vaccinium erythrocarpum subsp. japonicum (Miq.) Kloet (1991)
      - [syn.  Vaccinium japonicum Miq. (1863)]

## Клюква в истории и культуре
- Цветущая клюква и берёза изображены на гербе швейцарской коммуны Безенбюрен (кантон Аргау) как растения, типичные для этой местности.
- Клюква с ягодами изображена (по состоянию на 2020 год) на гербе Шуберского сельского поселения Воронежской области[40].
- Известен фразеологический оборот «развесистая клюква» и его сокращённая версия «клюква».
- Паяц в «Балаганчике» Александра Блока, будучи ранен, истекает клюквенным соком вместо крови.
- С 1980-х годов клюквенный сироп используется в качестве дешёвого и вместе с тем достаточно убедительного заменителя крови в кинопроизводстве.
- В 1964 году в СССР была выпущена почтовая марка с изображением клюквы (ЦФА № 3132)[41].
- В честь этой ягоды названа ирландская рок-группа The Cranberries.

Клюква на почтовых марках
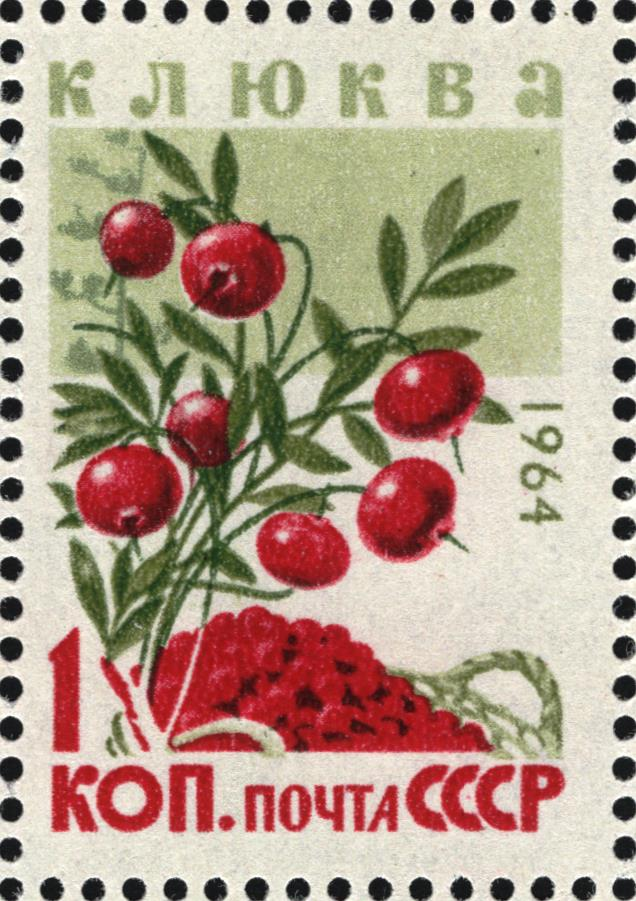
Почтовая марка СССР, 1964 год
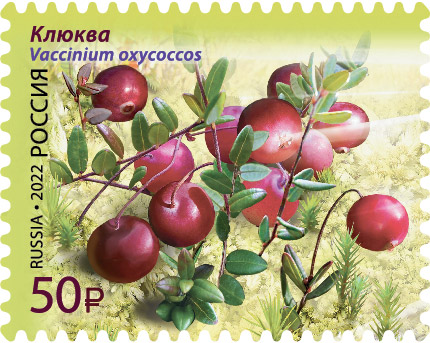
Почтовая марка из серии «Флора России. Ягоды». Клюква